# Daouda Karaboué
Daouda Karaboué (Abidjan, 11. prosinca 1975.), francuski rukometni vratar i reprezentativac rođen u Bjelokosnoj Obali. Trenutno je pričuvni vratar francuske rukometne reprezentacije i prvi vratar prvoligaša Toulouse Handballa. 
Do 2010. branio je u Montpellieru, nakon čega prelazi u Toulouse. Iako je rođen s državljanstvom Bjelokosne Obale, 2000. godine je promijenio državljanstvo te je od tada državljanin Francuske.